# Banyuroto (Adimulyo)
Banyuroto is een bestuurslaag in het regentschap Kebumen van de provincie Midden-Java, Indonesië. Banyuroto telt 2238 inwoners (volkstelling 2010).